# Novius cruentatus
Novius cruentatus é uma espécie de insetos coleópteros polífagos pertencente à família Coccinellidae.
A autoridade científica da espécie é Mulsant, tendo sido descrita no ano de 1850.
Trata-se de uma espécie presente no território português.